# Lepidozona scrobiculata
Lepidozona scrobiculata is een keverslakkensoort uit de familie van de Ischnochitonidae. De wetenschappelijke naam van de soort is voor het eerst geldig gepubliceerd in 1847 door von Middendorff.